# Giada Borgato
Giada Borgato (Padova, 15 giugno 1989) è un'ex ciclista su strada e pistard italiana, attiva tra le Elite dal 2008 al 2014.
Passista, ha vinto il titolo nazionale in linea su strada nel 2012.

## Carriera

### Ciclista
Originaria di Legnaro, figlia dell'ex ciclista dilettante Aldo Borgato, nel 2002, con la maglia del CSI Rubano, si laurea campionessa italiana Esordienti, mentre nel 2005 si classifica seconda nel campionato italiano Allieve e vince la Coppa Rosa in Valsugana. Nel biennio 2006-2007 gareggia quindi nella categoria Juniores tra le file della società Avantec DF di Breganze.
Debutta tra le Elite nel 2008 con la Menikini-Selle Italia-Master Colors di Walter Ricci Petitoni, ma non ottiene alcun risultato di rilievo; nel 2009 è invece terza al Gran Premio GFM Meccanica e nona al Gran Premio della Liberazione. L'anno dopo si accasa alla Gauss-RDZ-Ormu, formazione con cui partecipa per la prima volta al Giro Donne (chiude 74ª), e con cui si piazza quinta al Gran Premio Comune di Cornaredo. Nella stessa stagione viene convocata per la prova in linea Under-23 dei campionati europei di Ankara. Nel 2011 passa alla Forno d'Asolo-Colavita: quell'anno è sesta al Tour of Chongming Island, corsa a tappe in Cina, e nuovamente al via del Giro Donne (concluderà 91ª).
Nel 2012, per il quinto anno tra le Elite, si trasferisce alla Diadora-Pasta Zara, la squadra di Maurizio Fabretto. Dopo aver ottenuto buoni risultati in aprile nelle corse del Drenthe – sesta alla Novilon Euregio Cup e ottava all'Acht van Dwingeloo – il 20 giugno riesce a ottenere la prima vittoria nella massima categoria: lo fa, un po' a sorpresa, aggiudicandosi la prova in linea dei campionati italiani su strada in Valsugana. Battute quel giorno Silvia Valsecchi, andata in avanscoperta nel penultimo giro, ma poi raggiunta e superata, e Marta Bastianelli.
Si ritira al termine della stagione 2014.

### Dopo il ritiro
Al termine dell'attività agonistica inizia a collaborare con Rai Sport come opinionista in gare ciclistiche dapprima femminili e poi anche maschili. Dal 2021 è commentatrice del Giro d'Italia, inizialmente insieme a Francesco Pancani e dal 2023 in moto, prima donna a svolgere tali ruoli nella storia della televisione italiana.

## Palmarès
- 2012 (Diadora-Pasta Zara, una vittoria)

Campionati italiani, Prova in linea Elite

## Piazzamenti

### Grandi Giri
- Giro Rosa

2010: 74ª
2011: 91ª
2012: 56ª
2013: 74ª